# Life Study
Pour plus de détails, voir Fiche technique et Distribution.
Life Study est un film américain de Michael Nebbia sorti en 1973.

## Synopsis
Une adolescente tombée enceinte décide de quitter sa famille et leur mode de vie aisé. Elle se rend à New York où elle rencontre un cinéaste qui lutte pour réussir. Lui aussi est miné par des problèmes personnels. Pour les résoudre, il souhaite retourner dans sa Virginie natale. La jeune fille décide de l'accompagner.

## Fiche technique
- Titre : Life Study
- Réalisation : Michael Nebbia
- Scénario : Arthur Birnkrant, d'après une histoire de Michael Nebbia
- Directeur de la photographie : Michael Nebbia
- Musique : Emmanuel Vardi
- Montage : Sidney Katz et Ray Sandiford
- Genre : Drame
- Année : 1973
- Durée : 99 minutes
- Date de sortie en salles : 
  -  États-Unis : 25 janvier 1973 (New York)

## Distribution
- Bartholomew Miro Jr. : Angelo Corelli
- Erika Peterson : Myrna Clement
- Tommy Lee Jones : Gus
- Ziska : le modèle
- Gregory d'Alessio : Adrian Clement
- Rosetta Garutti : Grandma
- Anthony Forrest : John Clement
- Yvonne Sherwell : Peggy Clement
- Marvin Silbersher : Father Andersson
- Emmett Priest : Jim Rowe
- Ed Mona : Vinnie
- John Seeman: Ken Lambert
- Fritzi Kopell : Helen Hopkinson
- Priscilla Bardonille : Veda
- Lynette Dupret :	la mère d'Angelo